# Henri Émery
Pour les articles homonymes, voir Emery.
Henri Émery, né le 14 juin 1767 à Crempigny, est un fonctionnaire et député français.

## Biographie
Henri Émery naît le 14 juin 1767 à Crempigny, dans le duché de Savoie,. Il est le fils de Jean-Baptiste Emery et de Louise Gaillard.
Il est secrétaire de l'administration centrale du département du Mont-Blanc,, au lendemain de l'intégration du duché de Savoie de 1792. Il poursuit une carrière dans l'administration départementale et est nommé conseiller de préfecture à Chambéry, le 24 floréal an VIII, soit le 14 mai 1800,.
Il est député à la Chambre des représentants, pour le Mont-Blanc, lors des Cent-Jours, du 11 mai au 13 juillet 1815.
Sa date de décès est inconnue.